# Conquête d'Assilah
Maroc portugais
La conquête portugaise d'Assilah (en arabe : أصيلة، أرزيلة ; en portugais : Arzila) au Maroc sous le Sultanat Wattasside a eu lieu le 24 août 1471.

## Histoire
Continuant la politique d'expansion portugaise au Maroc, et avec l'esprit de Croisade contre les musulmans, le roi Alphonse V du Portugal avait initialement pour objectif la conquête de Tanger, mais décida finalement de conquerir Assilah.
Partant de la ville portugaise de Lagos avec une armée de 30 000 hommes et 400 navires, Alphonse V arrive sur la côte marocaine le 22 août 1471. Le roi portugais a convoqué son Conseil et décidé d'attaquer Assilah le lendemain. Il y a eu une terrible tempête et de nombreux navires portugais ont été perdus. Il a plu pendant les trois jours du siège.
La tempête était si violente qu'elle empêcha les navires de lancer un bombardement au canon, et seules deux pièces d'artillerie lourdes furent ramenées à terre. Après un débarquement difficile qui a entraîné la mort de plus de 200 hommes à cause des vents violents et des vagues, l'armée d'Alphonse V a atteint le rivage et assiégé la ville d'Assilah, la conquérant après une dure bataille le 24 août 1471.
Le comte de Valença, Henrique de Menezes, a été nommé premier gouverneur portugais d'Assilah par le roi Alphonse V.
La victoire d'Assilah a ouvert la voie à la conquête sans résistance de Tanger quatre jours plus tard, le 28 août 1471.

## Tapisseries de Pastrana
À la fin du XVe siècle, un ensemble de quatre grandes tapisseries est commandé pour commémorer la bataille. Elles ont été tissées par des tisserands flamands à Tournai, en Belgique. Les tapisseries sont remarquables pour leur représentation d'un événement contemporain. Les œuvres sont considérées comme parmi les plus belles tapisseries gothiques existantes.